# Hasebackevattnet
Hasebackevattnet (på Lantmäteriets kartor: Husebackevattnet) är en sjö i Stenungsunds kommun i Bohuslän och ingår i Göta älv-Bäveåns kustområde. Sjön är 7 meter djup, har en yta på 0,05 kvadratkilometer och är belägen 68,5 meter över havet.